# Rinaldo Seri
Rinaldo Seri (Brescia, 20 maggio 1928 – Brescia, 29 marzo 2012) è stato un calciatore italiano, di ruolo portiere.

## Carriera
Formatosi nel Brescia, club con il quale esordisce in serie B nella stagione 1947-1948. Con i bresciani si piazzerà in quella stagione al secondo posto del Girone A, sfiorando la promozione in serie A.
La stagione seguente scende in campo con le rondinelle 13 volte ottenendo il quinto posto.
Lascia il Brescia dopo la stagione 1949-1950, annata nella quale non era sceso mai in campo, per passare al Genoa, militante in serie A.
In rossoblu scende in campo in sei occasioni subendo complessivamente 13 reti, esordendo in massima serie nell'incontro perso fuori casa per quattro a zero contro il Padova il 31 dicembre 1950.
Al termine della stagione retrocede all'ultimo posto con il sodalizio genovese.
Tornato a Brescia, dove giocherà un solo incontro, sfiora nuovamente la promozione con il club lombardo, perdendo lo scontro qualificazione contro la Triestina.
Nel 1953 passa al Marzotto Manerbio, dove giocherà 27 incontri su trenta, ottiene il tredicesimo posto e la salvezza nel Girone C della IV Serie 1953-1954.
Nel 1956 viene ingaggiato dall'Aurora Travagliato, dove retrocede dalla IV Serie nella stagione 1956-1957. 
Rimarrà tra le file dei lombardi anche nella stagione seguente, nella Seconda Serie della Campionato Interregionale 1957-1958, ottenendo il sesto posto.
In carriera ha collezionato complessivamente 6 presenze in Serie A e 15 in Serie B.
Nell'anno 2000 viene insignito dal C.O.N.I. della Stella al merito sportivo.
Si spegne il 29 marzo 2012 all'età di 83 anni.